# Spotorno
Spotorno (Spöturno en lígur) és un comune italià a la Província de Savona, a la regió de Ligúria. L'any 2017 tenia 3.786 habitants.
Limita amb els següents municipis: Bergeggi, Noli, Vado Ligure i Vezzi Portio.

## Geografia física

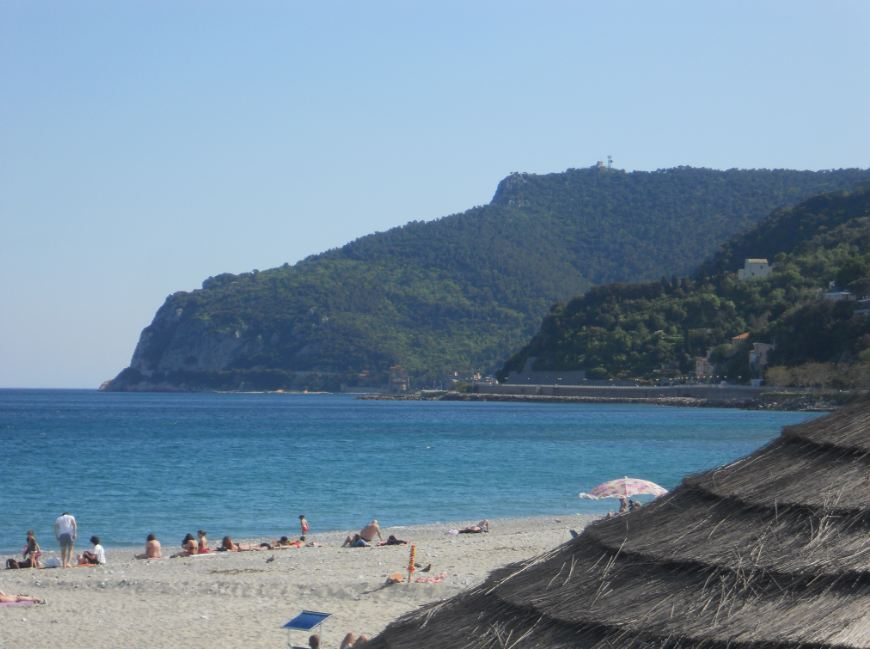
Capo Noli de Spotorno

El municipi es troba a la costa de la Riviera delle Palme (a la Riviera de Ponent), disposat en arc entre la punta del Maiolo i la punta del Vescovado. El nucli històric de Spotorno conserva l'antic sistema del típic poble costaner de Ligúria, amb un desenvolupament lineal a la vora de la costa, encara que algunes parts han estat modificades per a l'explotació turística, com el passeig marítim (inclosos els jardins públics) i establiments de bany disposats al llarg dels dos quilòmetres de la costa de sorra).
Un altre factor relacionat amb l'explotació del turisme de vacances va ser la construcció, a les últimes dècades del segle xx, de nous edificis amb grans volums amb la consegüent nova expansió del centre urbà a la plana de la riera i als turons adjacents.
El territori està travessat per una xarxa de senders.

## Ciutats agermanades
- Saarbrücken, Alemanya, des de 1958
- Bad Dürrheim, Alemanya
- Høje-Taastrup, Dinamarca